# La Roque-Gageac
La Roque-Gageac je francoska občina s 429 prebivalci (od 1. januarja 2020) in je v regiji Nova Akvitanija v departmaju Dordogne, slikovito v Périgordu in neposredno na bregovih Dordogne. Slovi po čudoviti lokaciji ob vznožju visoke, proti jugu obrnjene pečine v okljuku reke Dordogne. La Roque-Gageac je zaradi svojega skoraj sredozemskega podnebja in tropskega rastlinja turistično cenjen kot del enega najlepših delov doline Dordogne. Občina je razvrščena kot ena od Plus beaux villages de France (Najlepše vasi v Franciji). Prebivalci se imenujejo Laroquois.

## Zgodovina
Podnebno ugodno lego so odkrili že v prazgodovini in kraj ustrezno poselili. O tem pričajo številni neolitski artefakti, najdeni v zemlji vrtov in polj. V galsko-rimskem obdobju in v obdobju Pax Romana (imenovan tudi Pax Augusta) je nastala obsežna poselitev na položnih gričih vzhodno od vasi, skozi katere je potekala tudi rimska cesta.
Okoli sredine 1. tisočletja našega štetja so se morali prebivalci Périgorda zaščititi pred bojevitimi vpadi Normanov, Saracenov in drugih roparskih hord. Iz tega razloga so bile uporabljene in razširjene votline, vrezane v strme pečine nad rečnimi dolinami rek Vézère, Dordogne in njihovih pritokov. Tako je za 8. stoletje nastanek trogloditskih naselij prebivalcev jam La Madeleine ali pečine Roque Saint-Christophe, oboje v dolini Vézère. Zaradi njihove nadmorske višine je bilo njihove pogosto okorne dostopne točke razmeroma enostavno braniti. Lahko domnevamo, da so se takšna bivališča uporabljala že veliko prej.
Pečine La Roque-Gageac so bile še posebej iskane zaradi svoje južne orientacije, zato imajo veliko število takšnih jamskih bivališč, ki so med seboj pogosto povezana s prehodi, izkopanimi v skalo.
V 850 letih se je za La Roque-Gageac začela negotovost, ki so jo povzročili predvsem normanski vdori s svojimi drakarji, primernimi za plovbo po rekah. Te okoliščine so od prebivalcev zahtevale zaščito in utrjevanje naselbine med pečino in obalo.
V srednjem veku 12. stoletja so nekdanja bivališča na večji višini po ustrezni razširitvi in ojačitvi postala fort troglodytique, jamska utrdba. Majhna vaška cerkev je iz pozne romanike proti koncu 12. stoletja. Njeno pročelje je bilo prenovljeno v 17. stoletju.
Med stoletno vojno (1339–1453), ki so ji sledile verske vojne (1562–1598), je bil La Roque Gageac močno utrjeno mesto velikega pomena s 1500 prebivalci, kar je trikrat več kot danes. Večina sedanje zgradbe vasi izvira iz tega obdobja, vključno z utrjenimi skalnimi bivališči in jamsko trdnjavo. Slednjo so ponovno utrdili v 17. stoletju, preden so jo v 18. stoletju podrli.
Osamljen stolp je ostanek večje stavbe, nekdanje palače sarlatskih škofov, ki so že cenili lokacijo mesta za svoje namene.
V renesančnem obdobju (15.-16. stoletje) so vas gradbeno olepšali. Manoir de Tarde obeležuje to obdobje in njegove nekdanje lastnike, plemiško družino de Tarde. Iz nje sta se rodili dve znameniti osebnosti v Franciji, kanonik in humanist Jean Tarde (1561-1636), zgodovinar, kartograf, astronom in matematik, ki je veljal za enega najbolj učenih mož svojega časa, in sociolog Gabriel Tarde (1843). -1904).
Do začetka 20. stoletja je imela notranja plovba po rekah Dordogne in La Roque-Gageac pomembno vlogo trgovskega središča. To je omogočil komercialni promet s tradicionalnimi plovili z ravnim dnom, imenovanimi gabares in dopolnjen z ribolovom na tej z ribami bogati reki.
Na zgornjem koncu pečine je vidna večja svetla razbarvanost, ki spominja na strašno nesrečo leta 1957. Takrat se je odtrgal ogromen skalni previs in padel v globino. Njegove ruševine so zasule del vasi. Šest hiš je bilo porušenih do temeljev, druge so utrpele škodo. Cesta je bila zaprta dve leti. Danes v vasi ni videti ničesar od tega. Porušene hiše so obnovili tako, da so izgledale kot stare, ter sanirali škodo.

## Znamenitosti

### Lega
Mlajše hiše v vasi se vrstijo vzdolž ozkega pomola med Dordogno in navpičnimi pečinami. Ostale večinoma starejše hiše so razporejene na ozkih terasah, v dveh do štirih stopnjah za in ena na drugi. Zgornje hiše se delno zaletavajo v skalo. Uličice in stopnišča, ki jih povezujejo, izključujejo vozila. Tu so se mešale hiše kmetov in obrtnikov z dvorci premožnih meščanov. Ansambel La Roque-Gageac obiskovalce navduši iz vseh zornih kotov, čeprav je pogled z zahoda, ob večernem zahajanju sonca, na splošno označen kot najlepši. Najbolj prostran pogled na vas in dolino je s preddverja cerkve, ki je nad vaškimi hišami. Od tu je mogoče videti eno najbolj impresivnih in zgodovinskih trdnjav Périgorda, grad Castelnaud.

### Manoir de Tarde
Renesančni dvorec je sestavljen iz cilindričnega stolpa, morda še starejšega, ki se danes uporablja kot stanovanjski stolp, s tremi nadstropji in velikimi okni, obrnjenimi proti jugu. Obkroža ga stanovanjski trakt s šilastim zatrepom in križno zloženimi okni. Glavna ulica sredi vasi vodi pod stanovanjski trakt skozi prehod, ki ga pokrivajo okrogli loki in banjast obok. Ta vrata so verjetno pripadala nekdanji vasi.

### Cerkev
Nad hišami v vasi se bohoti trezna poznoromanska stavba. Sestavljata jo ladja z dvema travejama in polkrožna zaobljena korna apsida, ki se ji prilega na vzhodu. Ladja je bila enkrat na južni strani razširjena z dvema kapelama, katerih širina zavzema skoraj celotno širino traveje. Zahodna stena, prenovljena v 17. stoletju, ima v zatrepu odprtino z okroglim lokom, v kateri visi zvon. Malo spodaj je manjši lesen nadstrešek v obliki dvokapne strehe, ki prekriva dve pravokotni odprtini v steni. Na preddverju cerkve stoji postaran kamnit križ, katerega tramovi so preprosto profilirani.

### Grad sarlatskih škofov
Od njega je ostal le en sam stolp, nedaleč od Manoir de Tarde.

### Jamska trdnjava
Ostanke trogloditske utrdbe, ki je obstajala od 12. do 18. stoletja, lahko danes ponovno obiščemo, a šele po premaganju 140 stopnic, ki so pritrjene na zunanji strani navpične skalne stene. Utrdbe so sestavljale predvsem trogloditske votline, kot so skalna zaklonišča in jamski prehodi, ki so bili od zunaj zaprti z masivnimi kamnitimi zidovi.

### Eksotični vrt
Če zapustite obalno cesto in po strmem stopnišču vstopite v srednjeveško vaško pokrajino, se kmalu potopite v zeleno in glede na letni čas pisano cvetočo oazo, v sredozemsko ali celo tropsko vegetacijo, tisto v Côte d' Azur in ustvarja vzdušje, podobno francoskemu Midi (Južna Francija). Pot navzgor je tako poraščena z intenzivnim zelenjem eksotičnih rastlin, da kljub močnemu soncu deluje že v somraku. Na najvišji točki vasi pridete do cerkve, katere terasa je sredi Jardin Exotique. La Roque-Gageac se zato običajno imenuje "mala Nica" v Périgordu.
- Eksotična
- Zaraščeno okno
- Kamniti križ v Jardin- exotique
- rastlinski vodnjak
- obalna cesta

Zaobljena in južna orientacija visoke pečine deluje kot hranilnik toplote, ki intenzivno sončno sevanje koncentrira na vas in njene vrtove pod njo, medtem ko toplotno energijo, ki jo zajame, dolgoročno shranjuje in prenaša v okolje. Skala tudi odbija hladne vetrove stran od vasi. Skupaj z bližnjo reko in z vlago obogatenim zrakom so mikroklimatske razmere izjemno ugodne za sredozemsko do tropsko vegetacijo.
Naslednje rastline med drugim uspevajo v La Roque-Gageacu in večinoma zorijo plodove:
- Palme: številne vrste in velikosti
- Navadni oleander (Nerium oleander), imenovan tudi lovor: res velika sorta
- Sagovci (Cycadales): različne vrste
- Južna kijevka (Cordylines australis)
- Juke (rastline agave)
- Drevesasta aloja (Aloe arborescens)
- Bambus moso (Phyllostachys heterocycla)

V regiji rastejo naslednje poljščine:
- Banana (Musa): visoka vrsta
- Granatno jabolko (Punica granatum)
- Limona in limeta (citrusi)
- Grenka pomaranča (Citrus aurantium)
- Oljka (Olea europaea)
- Japonska nešplja (Eriobotrya japonica)
- Kivi (Actinidia chinensis var. deliciosa)

V regiji lahko najdete naslednje cvetoče rastline:
- Mimoza (Mimoza)
- Speče drevo ali svilovec (Albizzia julibrissin)
- Pravi jasmin (Jasminum officinale)
- Pasijonka (Passiflora)
- Hibiskus ali močvirski slez (Hibiscus)
- Bugenvilija (Bugainvillea)

Poleg tega se na skalnatih strmih pobočjih razvija sočna flora:
- Agave (Agave): visoka vrsta
- Prava aloja (Aloe vera)
- Indijska figa ali opuncija (Opuntia ficus-indica)

- Citrone
- Banane
- Cvetoča Bugainvillea
- Divja trta
- Bambus